# مارغريت لورنس
مارغريت لورنس (بالإنجليزية: Margaret Laurence)‏ هي ممثلة أسترالية، ولدت في 1950.

## وصلات خارجية
- مارغريت لورنس على موقع IMDb (الإنجليزية)
- مارغريت لورنس على موقع قاعدة بيانات الفيلم (الإنجليزية)